# Coleoscirus brevicornis
Coleoscirus brevicornis är en spindeldjursart som först beskrevs av Berlese 1905.  Coleoscirus brevicornis ingår i släktet Coleoscirus och familjen Cunaxidae. Inga underarter finns listade i Catalogue of Life.